# BA-20
BA-20 (Nga: Broneavtomobil 20) là một phiên bản xe bọc thép được phát triển bởi Liên Xô vào năm 1934. Xe được thiết kế để thay thế FAI và những cuộc thử nghiệm thực địa của nó đã được hoàn thành vào năm 1935. Những xe BA-20 lúc đó được sử dụng trong giai đoạn đầu của Chiến tranh thế giới thứ hai.

## Thiết kế và sản xuất
Xe bọc thép BA-20 được phát triển vào năm 1934 để sử dụng cho các nhân viên ủy ban, các đơn vị trinh sát và thông tin liên lạc. Xe được thiết kế trên khung gẩm xe GAZ-M1. Bản thân chiếc xe GAZ là một phiên bản sửa đổi của thiết kế Ford, được sản xuất bởi nhà sản xuất xe GAZ có trụ sở tại Nizhny Novgorod. Việc sản xuất toàn bộ BA-20 bắt đầu vào năm 1935. Khung xe được chế tạo tại nhà máy Nizhny Novgorod; phần thân được chế tạo tại nhà máy Vyksinskiy, nơi cũng diễn ra quá trình lắp ráp cuối cùng của BA-20.
Vào mùa thu năm 1938, những thay đổi bổ sung đã được thực hiện đối với thiết kế của xe: lò xo, trục sau được tăng cường, và độ dày của tấm giáp trước và giáp tháp pháo được tăng lên 9mm. Phiên bản sửa đổi được đặt tên là BA-20M. Tổng cộng có 330 chiếc được sản xuất vào năm 1938 (trong đó 30 chiếc cho Mông Cổ) và 35 chiếc phiên bản dành cho đường sắt.
Năm 1939, 335 xe được sản xuất, 30 chiếc khác được lắp ráp để chuyển gia cho Mông Cổ vào năm 1938. Tổng cộng 365 chiếc, trong đó có 42 chiếc thuộc phiên bản đường sắt.
Năm 1940  - 377 xe (Hồng quân - 338 và 22 biến thế đường sắt, NKVD - 14, Ủy ban nhân dân của Hải quân Liên Xô (NKVMF)- 3 biến thể đường sắt).
Cuối những năm 1930, dựa trên kinh nghiệm sản xuất và vận hành xe bọc thép hạng nhẹ, người ta quyết định chế tạo một loại xe bọc thép mới để thay thế FAI và BA-20. Kết quả là một chiếc xe bọc thép BA-21(trên khung GAZ-21 ba trục), một chiếc xe bọc thép LB-23 thử nghiệm (trên khung GAZ-22 ba trục)  và một chiếc LB-NATI thử nghiệm đã được phát triển và chế tạo. Sau đó, trước khi bắt đầu Chiến tranh Vệ quốc Vĩ đại, người ta đã quyết định tạo ra một chiếc xe bọc thép hạng nhẹ mới để thay thế BA-20 trên khung gầm hai trục dẫn động bốn bánh.
Trong tháng 1 - tháng 5 năm 1941, 239 chiếc BA-20 đã được sản xuất (Hồng quân - 228, NKVD - 4, Ủy ban nhân dân của Hải quân Liên Xô - 3 và 4 phiên bản đường sắt).
Vào tháng 6 năm 1941, 40 chiếc BA-20 và 16 chiếc BA-20zh-d được sản xuất. Trong tháng 7 - tháng 12 năm 1941 - 317 chiếc nữa, trong đó có 15 chiếc BA-20 đường sắt.
Ngày 9 tháng 2 năm 1942, Ủy ban Quốc phòng Liên Xô thông qua sắc lệnh số 1415 về việc chấm dứt sản xuất xe bọc thép BA-20, theo đó vào ngày 11 tháng 3 năm 1942, Ủy ban ngành công nghiệp xe tăng Liên Xô đã thông qua sắc lệnh số 268 để chấm dứt sản xuất BA-20, đã được gửi đến nhà máy. Việc sản xuất BA-20 được hoàn thành vào tháng 7 năm 1942. Tổng cộng, từ đầu tháng 1 đến khi ngừng sản xuất vào tháng 7 năm 1942, 137 xe bọc thép đã được sản xuất.
| Biên thể         | 1936 | 1937 | 1938 | 1939 | 1940 | 1941 | 1942 | Tổng cộng |
| ---------------- | ---- | ---- | ---- | ---- | ---- | ---- | ---- | --------- |
| BA-20 lin        | 33   | 32   |      |      |      |      |      | 65        |
| BA-20 glad       | 2    | 221  | 329  | 132  |      |      |      | 684       |
| BA-20M lin       |      |      |      | 30   |      | 241  | 105  | 376       |
| BA-20M glad      |      |      | 1    | 161  | 352  | 336  | 32   | 882       |
| BA-20 Đường sắt  |      |      | 35   | 26   |      |      |      | 61        |
| BA-20M Đường sắt |      |      |      | 16   | 25   | 35   |      | 76        |
| Tổng cộng        | 35   | 253  | 365  | 365  | 377  | 612  | 137  | 2144      |

## Lịch sử phục vụ
Việc sử dụng chính của BA-20 là như một phương tiện trinh sát. Lốp của BA-20 được thiết kế để chống đạn và mảnh đạn bằng cách đơn giản là lấp đầy chúng bằng cao su xốp. Một biến thể, BA-20ZhD, có thể di chuyển trên các tuyến đường sắt bằng cách thay thế các bánh xe bình thường bằng các bánh ray kim loại có mặt bích.

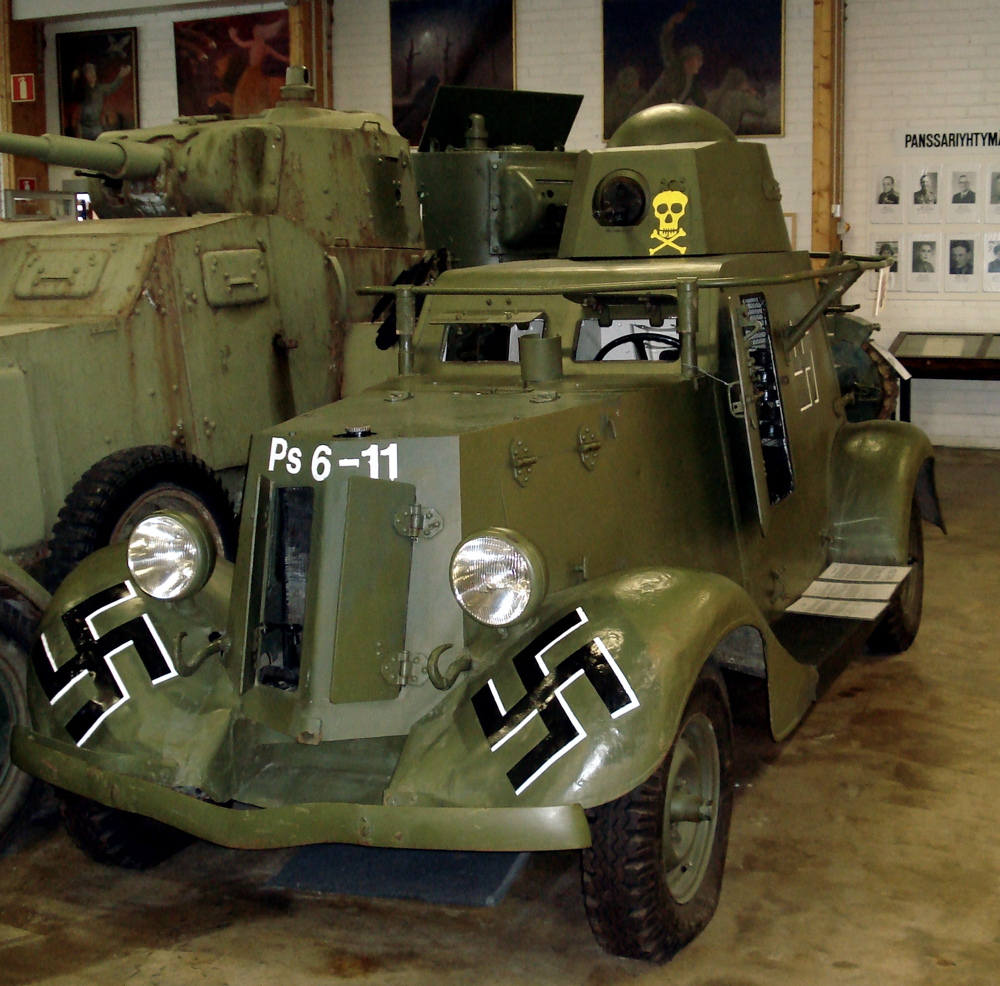
Xe bọc thép BA-20 của Liên Xô mang huy hiệu Phần Lan, tại Bảo tàng Xe tăng Parola, Phần Lan

Phương tiện này đã được xuất khẩu cho phe Cộng hòa Tây Ban Nha trong Nội chiến Tây Ban Nha, mặc dù phần lớn những chiếc BA-20 được chế tạo đều phục vụ cho Hồng quân Liên Xô. Lần đầu tiên chúng tham chiến là trong cuộc xung đột với Nhật Bản vào năm 1939 trên sông Khalkin Gol ở Mông Cổ (xem Trận Khalkin Gol). BA-20 được Hồng quân sử dụng trong cuộc xâm lược của Liên Xô vào Ba Lan sau đó vào năm 1939 và Chiến tranh mùa đông chống lại Phần Lan từ năm 1939–40, trong đó Phần Lan bắt được 18 chiếc được gọi là PA-6, cũng như giai đoạn đầu của Chiến dịch Barbarossa năm 1941. Việc sản xuất kết thúc cùng năm đó, với khoảng 4.800 chiếc BA-20 đã được chế tạo. Một số có súng phun lửa thay vì DP-28
Điểm chung với hầu hết các loại xe bọc thép có nguồn gốc từ ô tô, BA-20 phần lớn là xe chạy đường trường. Việc không có hệ dẫn động bốn bánh, áp suất mặt đất cao và công suất thấp đã khiến nó không thể di chuyển xuyên quốc gia ngoại trừ trên nền đất rất chắc chắn. Lớp giáp quá mỏng để ngăn chặn bất cứ thứ gì khác ngoài mảnh pháo hoặc hỏa lực vũ khí cá nhân, và khẩu súng máy 7,62mm không đủ để xuyên thủng các phương tiện trinh sát khác. Hồng quân sản xuất rất ít xe chiến đấu bọc thép bánh lốp trong chiến tranh mà thay thế BA-20 bằng BA-64B.

### Chiến tranh Vệ quốc Vĩ đại
Vào ngày 1 tháng 6 năm 1941, 1424 BA-20 bản đường sắt và 99 BA-20 đã được đăng ký trong Hồng quân, thêm 2 phương tiện nữa ở bãi thử nghiệm NIABT. (Báo cáo của người đứng đầu Tổng cục Tăng thiết giáp Bộ Quốc phòng với Ủy ban Quân sự về tình trạng xe bọc thép và thiết bị của Hồng quân, tháng 6 năm 1941). 18 chiếc khác thuộc NKVD và 10 chiếc thuộc Hải quân.
Tổng cộng, vào ngày 22/6/1941, Hồng quân, NKVMF và NKVD sở hữu khoảng khoảng 1550 chiếc BA-20. Khoảng 30 chiếc nữa đang được đưa vào biên chế quân đội hoặc ở nhà máy chờ điều động.
| Biến thể                  | Phiên bản                 | Quân khu Leningrad | Quân khu Baltic | Quân khu đặc biệt miền Tây (Quân khu Belarus) | Quân khu Kiev | Quân khu Odessa | Quân khu Transcaucasian | Quân khu Trung Á | Quân khu xuyên Baikal | Phương diện quân Viễn Đông | Quân khu Moscow | Quân khu Volga | Quân khu Oryol | Quân khu Kharkov | Quân khu Bắc Caucasian | Quân khu Ural | Quân khu Siberia | Thử nghiệm | Kho niêm cất | Tổng cộng |
| ------------------------- | ------------------------- | ------------------ | --------------- | --------------------------------------------- | ------------- | --------------- | ----------------------- | ---------------- | --------------------- | -------------------------- | --------------- | -------------- | -------------- | ---------------- | ---------------------- | ------------- | ---------------- | ---------- | ------------ | --------- |
| BA-20 lin                 | 1                         | 5                  | 12              | 6                                             |               |                 |                         |                  | 11                    | 3                          |                 |                |                |                  |                        |               | 1                |            |              | 38        |
| BA-20 lin                 | 2                         | 66                 | 28              | 32                                            | 21            | 6               | 6                       |                  | 106                   | 15                         | 22              | 2              | 6              | 1                | 1                      | 3             | 10               |            |              | 325       |
| BA-20 lin                 | 3                         | 7                  | 3               | 10                                            | 2             |                 | 15                      |                  | 4                     |                            | 10              | 2              | 2              |                  |                        | 2             | 2                |            | 1            | 60        |
| BA-20 lin                 | 4                         | 2                  | 1               | 1                                             | 9             |                 |                         |                  | 4                     |                            | 2               | 1              |                |                  |                        | 2             | 1                | 10         |              | 33        |
| BA-20 lin                 | Tổng cộng                 | 80                 | 44              | 49                                            | 32            | 6               | 21                      |                  | 125                   | 18                         | 34              | 5              | 8              | 1                | 1                      | 7             | 14               | 10         | 1            | 456       |
| BA-20 glad                | 1                         |                    | 10              | 106                                           | 157           | 35              |                         |                  | 2                     | 8                          |                 |                |                |                  |                        |               |                  |            |              | 318       |
| BA-20 glad                | 2                         | 68                 | 28              | 49                                            | 111           | 31              | 29                      | 30               | 111                   | 10                         | 91              | 7              |                | 1                | 8                      |               |                  |            |              | 574       |
| BA-20 glad                | 3                         | 9                  | 4               | 8                                             | 8             | 1               | 4                       | 5                | 7                     |                            | 16              |                |                | 3                |                        |               |                  |            |              | 65        |
| BA-20 glad                | 4                         | 3                  | 1               | 2                                             | 4             |                 |                         |                  | 1                     |                            |                 |                |                |                  |                        |               |                  |            |              | 11        |
| BA-20 glad                | Tổng cộng                 | 80                 | 43              | 165                                           | 280           | 67              | 33                      | 35               | 121                   | 18                         | 107             | 7              |                | 4                | 8                      |               |                  |            |              | 968       |
| Tổng cộng                 | Tổng cộng                 | 160                | 87              | 214                                           | 312           | 73              | 54                      | 35               | 246                   | 36                         | 141             | 12             | 8              | 5                | 9                      | 7             | 14               | 10         | 1            | 1424      |
| Phiên bản đường sắt BÂ-20 | Phiên bản đường sắt BÂ-20 |                    |                 |                                               |               |                 | 16                      | 4                |                       | 15                         |                 |                | 27             |                  | 12                     |               |                  |            |              | 99        |

BA-20 được sử dụng nhiều nhất là vào đầu Chiến tranh Vệ quốc Vĩ đại, sau đó số lượng của chúng giảm dần. Tuy nhiên trong một số đơn vị ngoài mặt trận, BA-20 vẫn tồn tại trong một thời gian dài (ví dụ, vào ngày 19 tháng 4 năm 1944, hai chiếc BA-20 nằm trong tiểu đoàn thiết giáp biệt động số 48 của Tập đoàn quân 54 thuộc Phương diện quân Leningrad).
Một số lượng nhất định BA-20 vẫn còn trong các đơn vị ở Viễn Đông vào mùa hè năm 1945 và chúng đã tham gia vào cuộc chiến chống Nhật Bản (đặc biệt 17 chiếc BA-20 trong Sư đoàn Thiết giáp số 111 của Hồng quân đã tham gia vào các cuộc chiến chống lại Đạo quân Quan Đông).

## Biến thể
- BA-20 - Phiên bản sản xuất ban đầu; bến thể chỉ huy có ăng ten.
- BA-20M - Phiên bản cải tiến; phiên bản chỉ huy có ăng-ten roi[2]
- BA-20ZhD - Biến thể toa do thám đường sắt.
- BA-21 - Nguyên mẫu, năm 1938.
- LB-23 - Nguyên mẫu, năm 1939.

## Nhà khai thác
- Liên Xô
- Cộng hòa Nhân dân Mông Cổ  - Nhận 30 BA-20 năm 1938.
- Đức Quốc Xã - Các phương tiện bị bắt được sử dụng sau ngày 22 tháng 6năm 1941 trong Wehrmacht và các đơn vị an ninh và cảnh sát[4] với tên gọi Panzerspärwagen BA 202 (r)
- Romania  -  Các phương tiện bị bắt được sử dụng sau ngày 22 tháng 6 năm 1941.[4]
- Phần Lan  - Chiếm được 18  BA-20 và FAI-M, chiếc BA-20 cuối cùng trong hàng ngũ quân đội Phần Lan năm 1955.[11]
- Cộng hòa Nhân dân Tuva - Được chuyển giao 1 BA-20 ngày 14 tháng 3 năm 1941.

## Thư viện ảnh

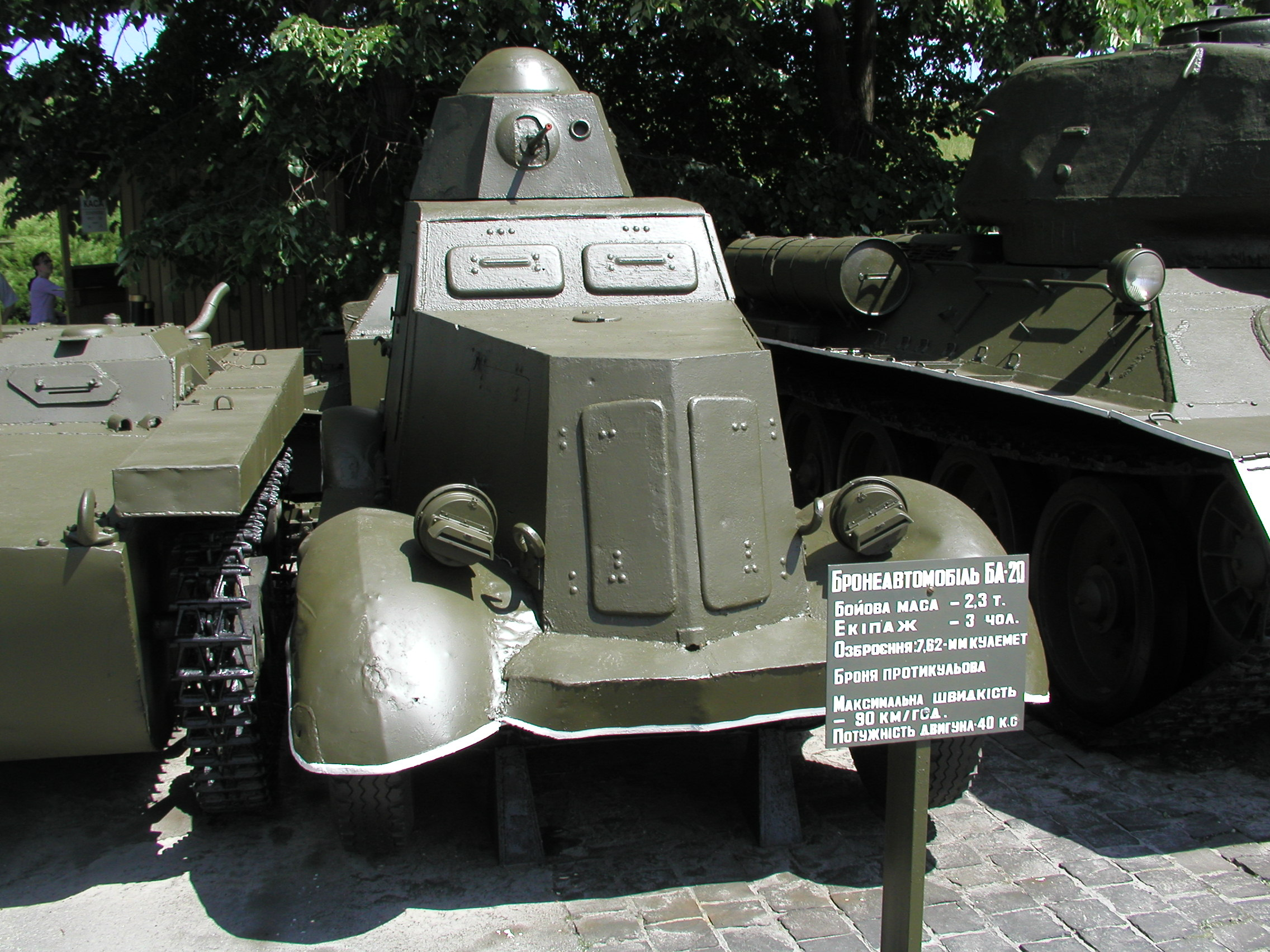
BA-20 tại Bảo tàng Chiến tranh Vệ quốc Vĩ đại ở Kiev. Năm 2002
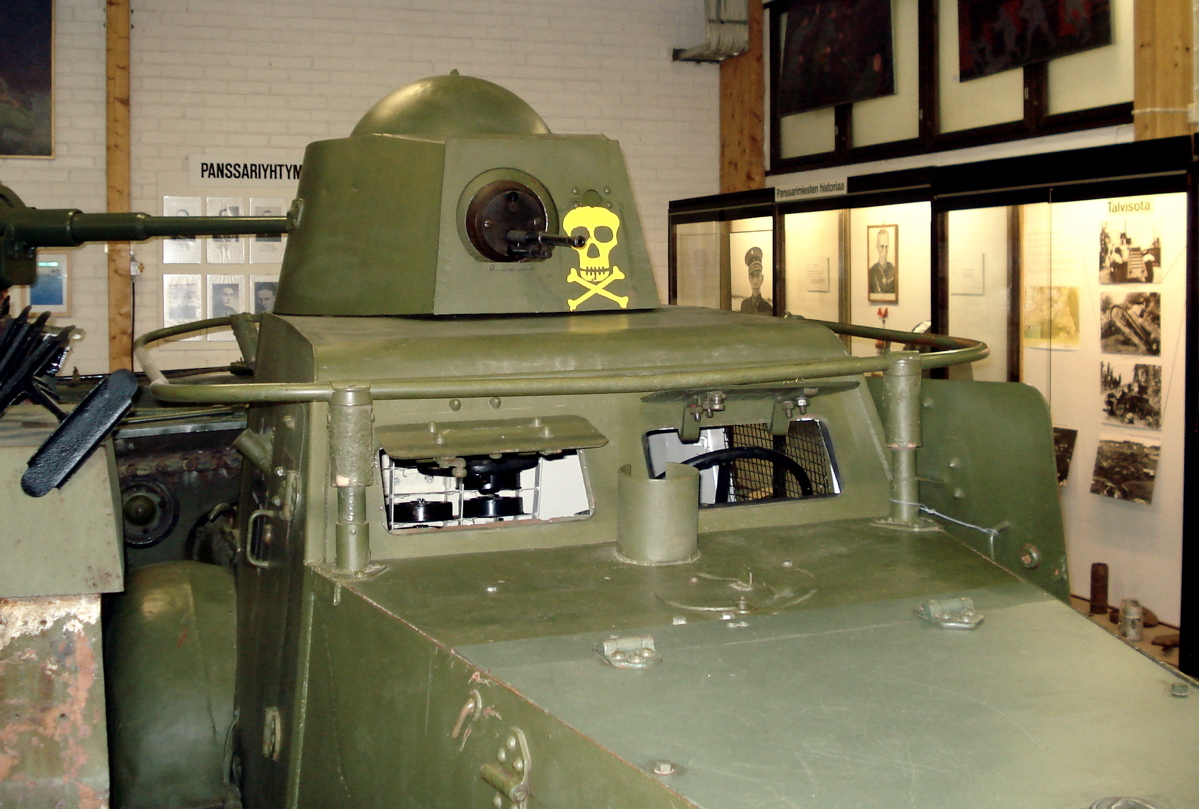
BA-20 với nhãn hiệu Phần Lan trong bảo tàng xe tăng ở Parola
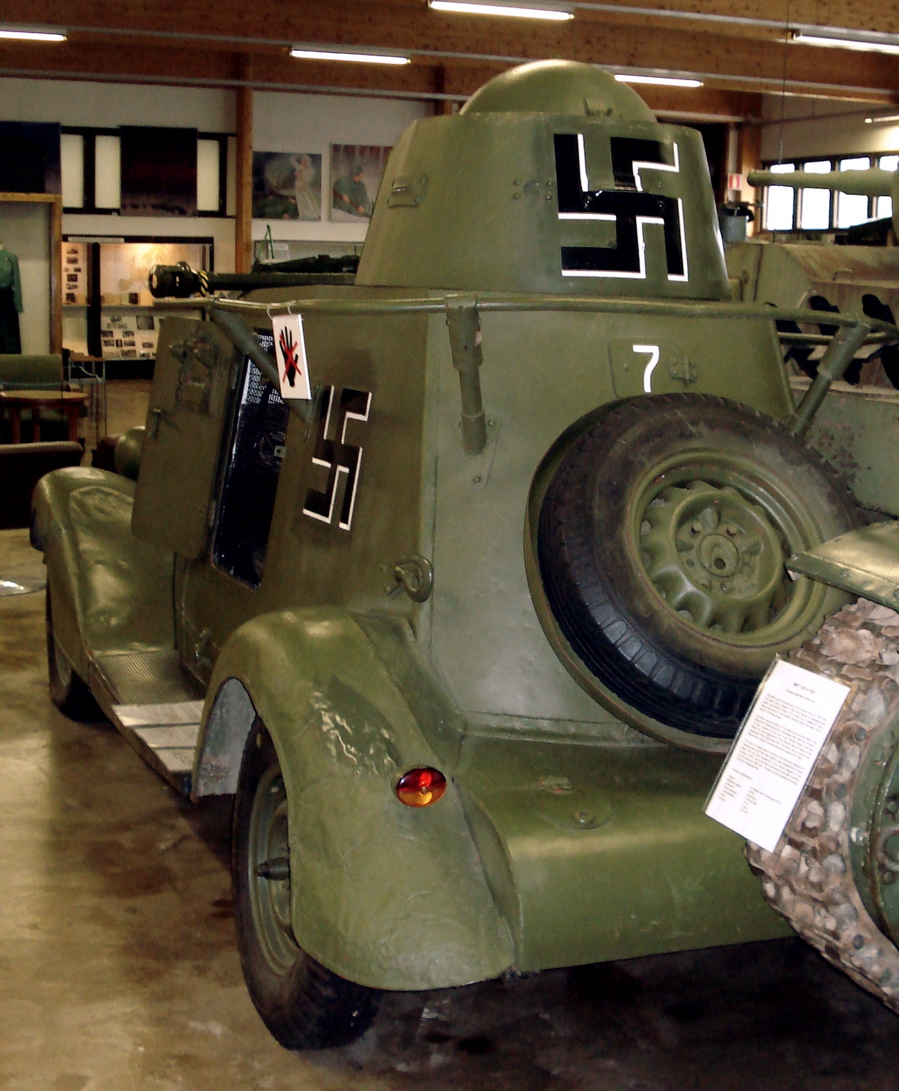
BA-20 với nhãn hiệu Phần Lan trong bảo tàng xe tăng ở Parola
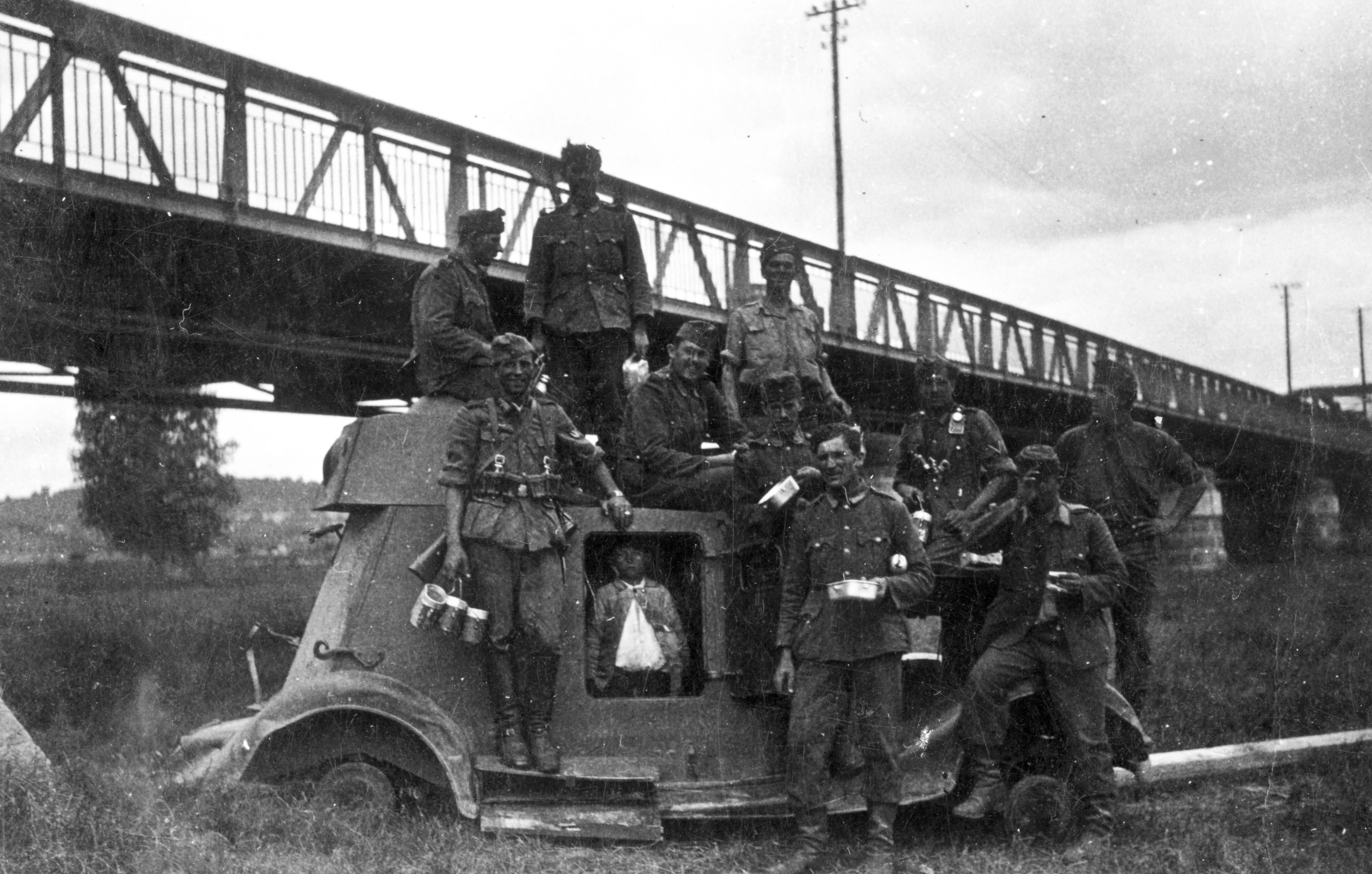
Binh sĩ Hungary với chiếc BA-20 bị hỏng. 1942
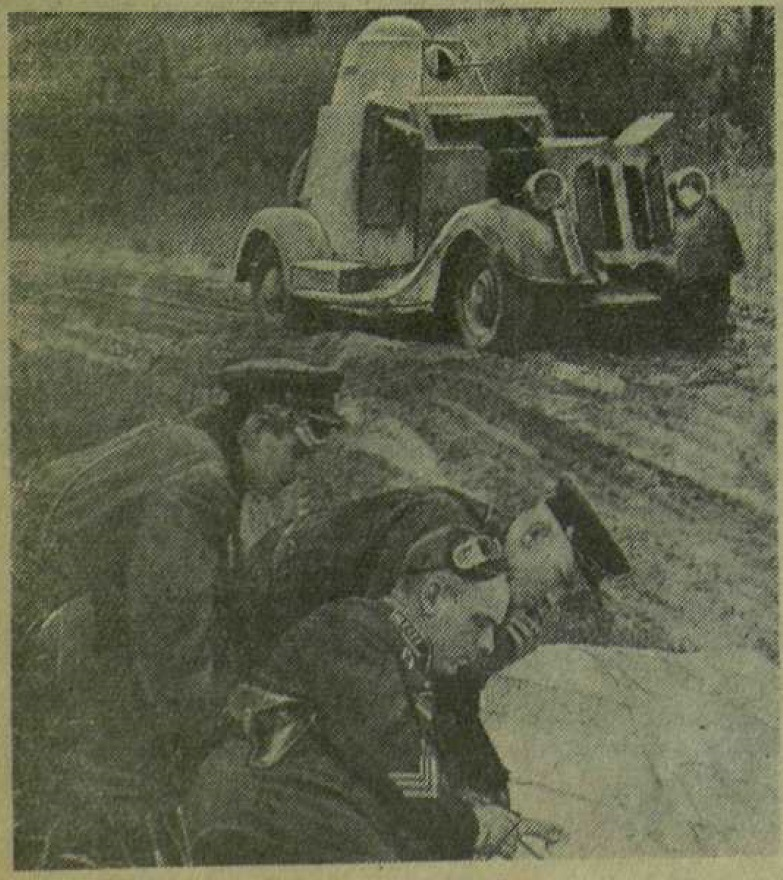
Đại tá P. Fotchenko họp giao ban vói các chỉ huy đơn vị trinh sát. 6 tháng 7 năm 1941.